# Thuidium exasperatum
Thuidium exasperatum är en bladmossart som beskrevs av Mitten 1869. Thuidium exasperatum ingår i släktet tujamossor, och familjen Thuidiaceae. Inga underarter finns listade i Catalogue of Life.